# پیمان تنظیم فعالیت‌های انجام شده برای دستیابی به منابع معدنی جنوبگان
پیمان تنظیم فعالیت‌های انجام شده برای دستیابی به منابع معدنی جنوبگان بخشی از سیستم پیمان جنوبگان است. متن این پیمان در ۲ ژوئن ۱۹۸۸ در ولینگتون نوشته شد. ضامن اجرای این پیمان ، دولت نیوزیلند است.
این پیمان توسط ۱۹ کشور امضا شده ولی هیچکدام، آنرا در داخل کشور خود تصویب نکرده‌اند. بنابراین به اجرا در نیامده است. به همین علت در کنفرانس سال ۱۹۹۸ در مادرید با پروتکل حفاظت از محیط زیست جنوبگان (معروف به پروتکل مادرید) جایگزین شد.